# Netscape Public License
La Netscape Public License (ou NPL) est une licence libre de logiciel.
Sa caractéristique la plus notable est qu'elle donne au développeur initial de Mozilla (Netscape, aujourd'hui filiale de AOL), le droit de distribuer les modifications apportées par d'autres contributeurs dans les conditions qu'il souhaite, y compris des conditions de propriétaire, sans accorder de droits similaires à ces autres contributeurs en ce qui concerne les contributions faites par le développeur initial.  Cela a permis la publication du Netscape 6 et les versions ultérieures en tant que logiciel propriétaire.
Cette asymétrie des droits a conduit de nombreux membres des mouvements open source et du logiciel libre à critiquer la licence : la Free Software Foundation l'a reconnue comme une licence de logiciel libre à éviter, et l'Open Source Initiative l'a entièrement rejetée. La FSF ajoute qu'il n'est pas possible de combiner un logiciel obtenu sous cette licence avec un logiciel obtenu sous la GPL.
La version 1.1 de la Mozilla Public License est semblable (et comporte un « copyleft » limité au niveau du fichier), mais ne présente pas d'asymétrie au niveau des droits. Time Warner, à la demande de la Mozilla Foundation, re-licence le code de Mozilla qui était sous la Netscape Public License (y compris le code d'autres contributeurs) par une triple licence MPL 1.1/GPL 2.0/LGPL 2.1, supprimant ainsi l'incompatible avec la GPL.